# Listes d'entreprises marocaines
Les listes d'entreprises marocaines ci-dessous ne regroupent pas l'ensemble des entreprises marocaines, mais présentent divers types de classement. Par « entreprise marocaine » est donc ici entendu une entreprise ou un groupe d'entreprises dont le siège social se trouve au Maroc.
De ces listes, il ressort notamment — selon le classement établi en 2018 par le magazine américain Forbes — que cinq entreprises marocaines font partie des 2 000 plus grandes entreprises cotées en Bourse dans le monde, et — selon les classements établis en 2019 par le magazine français Jeune Afrique — que 64 entreprises marocaines font partie des 500 premières entreprises africaines, 15 des 50 entreprises africaines les plus rentables et 67 des 150 premières entreprises d'Afrique du Nord.
En outre, Le Maroc confirme son positionnement dans le Top 100 des meilleurs écosystèmes de start-up au monde, selon le classement 2025 publié par le cabinet spécialisé StartupBlink. Le Royaume Chérifien se hisse à la 88e place mondiale, gagnant 4 rangs par rapport à l’année 2024. Dans ce « Global Startup Ecosystem Index 2025 », le Maroc figure parmi les 13 pays africains présents dans le Top 100. Sur le plan continental, il se classe au 9e rang africain, derrière des pays comme l’Afrique du Sud (52e), le Kenya (58e), l’Égypte (65e), et le Nigeria (66e), mais devant des nations telles que le Sénégal, l’Ouganda ou encore le Rwanda.
De même, Le Maroc compte trois villes dans le top 1 000 mondial, avec Casablanca et Rabat affichant un dynamisme remarquable. Casablanca a grimpé de 42 places, se hissant à la 317e position mondiale, avec un taux de croissance de plus de 40 %, le plus élevé parmi les pôles de startups marocains et en Afrique du Nord. Rabat a également progressé, gagnant sept places pour atteindre la 811e position, avec un taux de croissance dépassant 20 %. En revanche, Agadir risque de sortir du top 1 000 mondial en raison d'une tendance négative (968e),,,,.

## Entreprises parmi les 500 premières entreprises africaines selonJeune Afrique(2020)
61 entreprises marocaines font partie des 500 premières entreprises africaines selon le classement établi en 2020 par le magazine français Jeune Afrique.
Les chiffres ci-après sont donnés en millions de dollars américains et correspondent aux exercices de 2018 (ou 2018/2019).
|    | Rang 2020 | Rang 2019 | Entreprise                                           | Chiffre d'affaires | Résultat net | Secteur                                 |
| -- | --------- | --------- | ---------------------------------------------------- | ------------------ | ------------ | --------------------------------------- |
| 1  | 14        | 28        | Office chérifien des phosphates                      | 11 000 (2022)      |              | Extraction minière / Industrie chimique |
| 2  | 32        | 34        | Groupe Maroc Telecom                                 | 3 957,4            |              | Télécommunications                      |
| 3  | 33        | 37        | Al Mada (anc. Société nationale d'investissement)    | 3 723,6            |              | Holding                                 |
| 4  | 38        | 36        | Office national de l'électricité et de l'eau potable | 3 655,7            | -            | Eau et énergie                          |
| 5  | 46        | 60        | Afriquia SMDC                                        | 2 181,2            | -            | Hydrocarbures                           |
| 6  | 63        | -         | Maroc Telecom                                        | 1 994,3            | -            | Télécommunications                      |
| 7  | 82        | 90        | Royal Air Maroc                                      | 1 704,2            | -            | Transport aérien                        |
| 8  | 91        | 98        | Vivo Energy Maroc                                    | 1 470              | -            | Hydrocarbures                           |
| 9  | 98        | -         | Groupe Saham                                         | 1 371,3            | -            | Holding                                 |
| 10 | 107       | 145       | Total Maroc                                          | 1 308,7            | -            | Hydrocarbures                           |
| 11 | 122       | 110       | Saham Finances                                       | 1 272,6            | -            | Assurances                              |
| 12 | 131       | 109       | Marjane Holding                                      | 1 171,5            | -            | Grande distribution                     |
| 13 | 142       | 150       | Renault Commerce Maroc                               | 962,8              | -            | Industrie automobile                    |
| 14 | 148       | -         | Label'Vie                                            | 964,4              | -            | Grande distribution                     |
| 15 | 150       | -         | Holmarcom                                            | 924,2              | -            | Holding                                 |
| 16 | 159       | 235       | Taqa Morocco (anc. Jorf Lasfar Energy Company)       | 905,3              | -            | Electricité                             |
| 17 | 161       | 148       | Wafa Assurance                                       | 887,4              | -            | Assurances                              |
| 18 | 162       | 160       | Pétrole du Maghreb                                   | 881,2              | -            | Hydrocarbures                           |
| 19 | 171       | 141       | Lafargeholcim Maroc (anc. Lafarge Ciments)           | 860,8              | -            | Matériaux de construction               |
| 20 | 175       | 144       | Cosumar                                              | 860,7              | -            | Agroalimentaire                         |
| 21 | 186       | 168       | Lyonnaise des eaux de Casablanca                     | 857,3              | -            | Eau et énergie                          |
| 22 | 190       | 176       | Sanam Agro                                           | 768,6              | -            | Agroalimentaire                         |
| 23 | 207       | 201       | RMA (anc. RMA Watanya)                               | 755,5              | -            | Assurances                              |
| 24 | 217       | 183       | Orange Maroc                                         | 694,3              | -            | Télécommunications                      |
| 25 | 232       | 216       | Afriquia Gaz                                         | 559,0              | -            | Hydrocarbures                           |
| 26 | 242       | 175       | Saham Assurance                                      | 630,1              | -            | Assurances                              |
| 27 | 249       | 233       | Holding Al Omrane                                    | 594,9              | -            | Immobilier                              |
| 28 | 256       | 265       | CDG Développement                                    | 553,7              | -            | Immobilier                              |
| 29 | 259       | 234       | Auto Hall                                            | 538,3              | -            | Construction automobile                 |
| 30 | 260       | 250       | Zalar Holding                                        | 537,6              | -            | Holding                                 |
| 31 | 261       | 220       | vipbnb                                               | 520,5              | -            | startup                                 |

## Entreprises parmi les 500 premières entreprises africaines selonJeune Afrique(2019)
58 entreprises marocaines font partie des 500 premières entreprises africaines selon le classement établi en 2019 par le magazine français Jeune Afrique.
Les chiffres ci-après sont donnés en millions de dollars américains et correspondent aux exercices de 2017 (ou 2017/2018).
|    | Rang 2019 | Rang 2018 | Entreprise                                           | Chiffre d'affaires | Résultat net | Secteur                         |
| -- | --------- | --------- | ---------------------------------------------------- | ------------------ | ------------ | ------------------------------- |
| 1  | 25        | 28        | Office chérifien des phosphates                      | 5 165,6            | 499,4        | Extraction minière              |
| 2  | 30        | 35        | Office national de l'électricité et de l'eau potable | 3 957,4            | 35,7         | Eau et énergie                  |
| 3  | 34        | 32        | Groupe Maroc Telecom                                 | 3 723,6            | 607,7        | Télécommunications              |
| 4  | 37        | 36        | Al Mada (anc. Société nationale d'investissement)    | 3 655,7            | 495,9        | Holding                         |
| 5  | 68        | 60        | Maroc Telecom                                        | 2 181,2            | -            | Télécommunications              |
| 6  | 72        | -         | Afriquia SMDC                                        | 1 994,3            | -            | Hydrocarbures                   |
| 7  | 81        | 90        | Royal Air Maroc                                      | 1 704,2            | -            | Transport aérien                |
| 8  | 95        | 98        | Groupe Saham                                         | 1 470              | -            | Holding                         |
| 9  | 102       | -         | Vivo Energy Maroc                                    | 1 371,3            | -            | Hydrocarbures                   |
| 10 | 104       | 145       | Total Maroc                                          | 1 308,7            | 105,7        | Hydrocarbures                   |
| 11 | 107       | 110       | Saham Finances                                       | 1 272,6            | 111.5        | Assurances                      |
| 12 | 116       | 109       | Marjane Holding                                      | 1 171,5            | -            | Grande distribution             |
| 13 | 140       | 150       | Holmarcom                                            | 962,8              | -            | Holding                         |
| 14 | 145       | -         | Renault Commerce Maroc                               | 964,4              | -            | Industrie automobile            |
| 15 | 147       | -         | Lixia Capsia Gestionis                               | 924,2              | 55,8         | Fonds d'investissement          |
| 16 | 151       | 235       | Pétrole du Maghreb                                   | 905,3              | -            | Hydrocarbures                   |
| 17 | 154       | 148       | Cosumar                                              | 887,4              | 105,3        | Agroalimentaire                 |
| 18 | 157       | 160       | Label'Vie                                            | 881,2              | 25,7         | Grande distribution             |
| 19 | 160       | 141       | Lafargeholcim Maroc (anc. Lafarge Ciments)           | 860,8              | 205,2        | Matériaux de construction       |
| 20 | 161       | 144       | Taqa Morocco (anc. Jorf Lasfar Energy Company)       | 860,7              | 108          | Production d'électricité        |
| 21 | 162       | 168       | Wafa Assurance                                       | 857,3              | 87,2         | Assurances                      |
| 22 | 184       | 176       | Lyonnaise des eaux de Casablanca                     | 768,6              | 21,3         | Eau et énergie                  |
| 23 | 189       | 201       | Sanam Agro                                           | 755,5              | -            | Agroalimentaire                 |
| 24 | 197       | 183       | Centrale Danone (anc. Centrale laitière)             | 694,3              | 12,2         | Agroalimentaire                 |
| 25 | 207       | 216       | RMA (anc. RMA Watanya)                               | 559,0              | -            | Assurances                      |
| 26 | 213       | 175       | Douja Promotion (Groupe Addoha)                      | 630,1              | 92,3         | Immobilier                      |
| 27 | 221       | 233       | Orange Maroc                                         | 594,9              | 42,2         | Opérateur de télécommunications |
| 28 | 240       | 265       | Groupe Managem                                       | 553,7              | 93,6         | Extraction minière              |
| 29 | 246       | 234       | Auto Hall                                            | 538,3              | 17,8         | Construction automobile         |
| 30 | 247       | 250       | Holding Al Omrane                                    | 537,6              | 27           | Promotion immobilière           |

## Entreprises parmi les 150 premières entreprises d'Afrique du Nord selonJeune Afrique(2017)
63 entreprises marocaines font partie des 100 premières entreprises nord-africaines selon le classement établi en 2016 par le magazine français Jeune Afrique.
Les chiffres ci-après sont donnés en millions de dollars américains et correspondent aux exercices de 2014 (ou 2014/2015).
|    | Rang 2017 | Rang 2016 | Entreprise                                           | Chiffre d'affaires | Résultat net | Secteur                                 |
| -- | --------- | --------- | ---------------------------------------------------- | ------------------ | ------------ | --------------------------------------- |
| 1  | 3         | 3         | Samir                                                | 4 863,4            | (378,1)      | Hydrocarbures, raffinerie               |
| 2  | 4         | 4         | Groupe OCP                                           | 4 811              | 807,2        | Extraction minière / Industrie chimique |
| 3  | 5         | 7         | Société nationale d'investissement                   | 3 367,8            | 333,8        | Holding                                 |
| 4  | 6         | 9         | Office national de l'électricité et de l'eau potable | 3 278,8            | -            | Eau et énergie                          |
| 5  | 7         | 11        | Groupe Maroc Telecom                                 | 3 137,1            | 563,8        | Télécommunications                      |
| 6  | 12        | 14        | Afriquia SMDC                                        | 2 447,4            | -            | Hydrocarbures                           |
| 7  | 17        | 17        | Maroc Telecom                                        | 2 039,7            | 598,3        | Télécommunications                      |
| 8  | 27        | 27        | Royal Air Maroc                                      | 1 354,5            | 20,5         | Transport aérien                        |
| 9  | 28        | 29        | Vivo Energy Maroc                                    | 1 325              | -            | Hydrocarbures                           |
| 10 | 30        | 31        | Société marocaine des tabacs                         | 1 280,6            | -            | Tabac                                   |
| 11 | 34        | 34        | Total Maroc                                          | 1 058              | -            | Hydrocarbures                           |
| 12 | 35        | 25        | Marjane Holding                                      | 1 049              | -            | Commerce de détail                      |
| 13 | 38        | 38        | Saham Finances                                       | 1 027,3            | 80,1         | Assurances                              |
| 14 | 40        | 40        | Groupe Saham                                         | 973,8              | 64,2         | Groupe diversifié                       |
| 15 | 42        | 81        | Taqa Morocco (ex. Jorf Lasfar Energy Company)        | 895,5              | 97,3         | Production d'électricité                |
| 16 | 48        | 46        | Holmarcom                                            | 760,8              | -            | Holding                                 |
| 17 | 49        | 49        | Anwar Invest                                         | 750,3              | 19           | Holding                                 |
| 18 | 54        | 53        | Addoha Douja Promotion                               | 715,9              | 104,3        | Immobilier                              |
| 19 | 55        | 88        | Cosumar                                              | 702,3              | 64,7         | Agroalimentaire                         |
| 20 | 58        | 62        | Label'Vie                                            | 685                | 11           | Grande distribution                     |
| 21 | 52        | 52        | Centrale Danone                                      | 679,6              | 5,3          | Agroalimentaire                         |
| 22 | 61        | 66        | Libya Oil Maroc                                      | 654,5              | -            | Hydrocarbures                           |
| 23 | 62        | 67        | Winxo                                                | 651,5              | -            | Hydrocarbures                           |
| 24 | 63        | 63        | Wafa Assurance                                       | 645,6              | 80,6         | Assurances                              |
| 25 | 64        | 61        | Renault Commerce Maroc                               | 611,8              | -            | Industrie automobile                    |
| 26 | 70        | 74        | RMA Watanya                                          | 559                | -            | Assurances                              |
| 27 | 71        | 68        | Inwi                                                 | 544,1              | -            | Opérateur de télécommunications         |
| 28 | 73        | -         | Inwi                                                 | 535,7              | -            | Opérateur de télécommunications         |
| 29 | 75        | 79        | Lafarge Ciments Maroc                                | 522,7              | 141,2        | Matériaux de construction               |
| 30 | 77        | -         | Sanam Agro                                           | 510,3              | -            | Agroalimentaire                         |
| 31 | 64        | -         | Somaca                                               | 502,6              | -            | Industrie automobile                    |
| 32 | 80        | 72        | Pétrole du Maghreb                                   | 484,7              | -            | Hydrocarbures                           |
| 33 | 83        | 83        | Holding Al Omrane                                    | 467                | -            | Habitat et aménagement                  |
| 34 | 85        | 103       | Axa Assurances Maroc                                 | 459                | 30,1         | Assurances                              |
| 35 | 88        | 110       | Auto Hall                                            | 443,6              | 22,3         | Construction automobile                 |
| 36 | 89        | 95        | Groupe Managem                                       | 435                | 20,6         | Extraction minière                      |
| 37 | 92        | 100       | Copragri                                             | 405,6              | -            | Agro-industrie                          |
| 38 | 95        | 96        | Lesieur Cristal                                      | 401,5              | 16,5         | Agroalimentaire                         |
| 39 | 96        | 104       | Office national des chemins de fer                   | 393                | 8,4          | Transport ferroviaire                   |
| 40 | 97        | 106       | Compagnie COPAG Taroudant                            | 390,2              | -            | Agroalimentaire                         |
| 41 | 99        | 99        | Saham Assurance                                      | 380,2              | 34,3         | Assurances                              |
| 42 | 100       | 108       | Ciments du Maroc                                     | 376,9              | 108,6        | Matériaux de construction               |
| 43 | 103       | 101       | Zalar Holding                                        | 365,4              | 8,8          | Aviculture, agroalimentaire             |
| 44 | 106       | 76        | Salam Gaz                                            | 352,5              | 8.!          | Hydrocarbures                           |
| 45 | 109       | 92        | Sonasid                                              | 345,1              | 3,7          | Métallurgie et sidérurgie               |
| 46 | 110       | 105       | Afriquia Gaz                                         | 342,8              | 42,4         | Énergie                                 |
| 47 | 111       | 58        | CDG Développement                                    | 342,6              | -            | Développement territorial               |
| 48 | 114       | -         | Société générale des travaux du Maroc                | 332,2              | -            | Développement territorial               |
| 49 | 116       | 112       | Petromins-Oil du Maroc                               | 330,6              | -            | Hydrocarbures                           |
| 50 | 117       | 145       | Redal Veolia Services                                | 328,4              | -            | Eau                                     |
| 51 | 118       | 116       | Office national des aéroports                        | 324,9              | 31,9         | Logistique aéroportuaire                |
| 52 | 120       | 119       | Holcim                                               | 308,8              | 54,1         | Matériaux de construction               |
| 53 | 121       | 137       | Amendis                                              | 298,1              | -            | Eau                                     |
| 54 | 122       | 114       | Ziz Carburant                                        | 294,7              | -            | Hydrocarbures                           |
| 55 | 123       | 129       | Maghrébail                                           | 294,1              | 6,5          | Intermédiation financière               |
| 56 | 98        | 98        | Unimer                                               | 293,9              | -            | Agroalimentaire                         |
| 57 | 126       | 140       | Diana Holding                                        | 292,7              | 10,5         | Eau                                     |
| 58 | 134       | 128       | Alf Sahel                                            | 278,6              | -            | Agroalimentaire                         |
| 59 | 138       | 148       | Centrale automobile chérifienne                      | 270,9              | -            | Concessionnaire automobile              |
| 60 | 140       | -         | Ciments de l'Atlas                                   | 269,1              | 52,6         | Matériaux de construction               |
| 61 | 141       | -         | Ciments de l'Atlas                                   | 268,7              | 18,5         | Holding                                 |
| 62 | 146       | -         | Yellowrock                                           | 257,3              | -            | Agro-industrie                          |
| 63 | 148       | 78        | Autoroutes du Maroc                                  | 243,9              | -            | Génie civil                             |

## Banques parmi les 200 premières banques africaines selonJeune Afrique(2019)
9 banques marocaines font partie des 200 premières entreprises africaines selon le classement établi en 2019 par le magazine français Jeune Afrique.
Les chiffres ci-après sont donnés en millions de dollars et concernent l'exercice 2016.
|   | Rang 2019 | Rang 2018 | Banque                    | Bilan (M$) | Produit net bancaire |
| - | --------- | --------- | ------------------------- | ---------- | -------------------- |
| 1 | 7         | 8         | Attijariwafa bank         | 53 318     | 2 339                |
| 2 | 9         | 10        | Banque centrale populaire | 41 467     | 1 780                |
| 3 | 11        | 13        | BMCE Bank of Africa       | 32 520     | 1 384                |
| 4 | 28        | 32        | Crédit agricole du Maroc  | 11 218     | 415                  |
| 5 | 31        | 35        | Société générale Maroc    | 10 723     | 495                  |
| 6 | 38        | 43        | BMCI                      | 7 247      | 317                  |
| 7 | 41        | 49        | CIH Bank                  | 6 791      | 235                  |
| 8 | 46        | 51        | Crédit du Maroc           | 5 852      | 241                  |
| 9 | 47        | 52        | Al Barid Bank             | 5 805      | 89                   |

## Assureurs parmi les 100 premiers assureurs africains selonJeune Afrique(2019)
15 assureurs marocains font partie des 100 premiers assureurs africains selon le classement établi en 2019 par le magazine français Jeune Afrique.
Les chiffres ci-après sont donnés en millions de dollars et concernent l'exercice 2018.
|    | Rang 2019 |                 | Rang 2018 | Banque                                  | Chiffre d'affaires (M$) | Résultat net (M$) |
| -- | --------- | --------------- | --------- | --------------------------------------- | ----------------------- | ----------------- |
| 1  | 8         | en stagnation   | 8         | Saham Finances                          | 1 273                   | 111               |
| 2  | 11        | en stagnation   | 11        | Wafa Assurance                          | 875                     | 64                |
| 3  | 13        | en diminution   | 12        | RMA                                     | 685                     | 79                |
| 4  | 14        | en augmentation | 15        | Saham Assurance Maroc                   | 546                     | 34                |
| 5  | 17        | en stagnation   | 17        | Axa Assurance Maroc                     | 442                     | 35                |
| 6  | 18        | en stagnation   | 18        | Mutuelle Attamine Chaabi                | 414                     | -                 |
| 7  | 24        | en stagnation   | 24        | Atlanta Assurances                      | 254                     | 23                |
| 8  | 33        | en diminution   | 31        | Compagnie d'assurances Sanad            | 212                     | 10                |
| 9  | 34        | en diminution   | 30        | Société centrale de réassurance         | 212                     | 31                |
| 10 | 38        | en stagnation   | 38        | La Marocaine Vie                        | 188                     | -                 |
| 11 | 46        | en augmentation | 47        | Allianz Maroc                           | 149                     | 9                 |
| 12 | 57        | en diminution   | 53        | Mutuelle agricole marocaine d'assurance | 99                      | -                 |
| 13 | 73        | en diminution   | 72        | Compagnie d'Assurances Transports       | 71                      | -                 |
| 14 | 82        | en augmentation | 83        | Maroc Assistance Internationale         | 53                      | -                 |
| 15 | 88        | en diminution   | 86        | Maroc Assistance internationale         | 48                      | 6                 |